# Ammelbach (Pfrimm)
Der Ammelbach im rheinland-pfälzischen Donnersbergkreis ist ein 7,1 km langer, südlicher und orographisch rechter Zufluss der Pfrimm.

## Geographie

### Verlauf
Der gänzlich im Südteil des Naturraums Alzeyer Hügelland verlaufende Ammelbach entspringt im Südteil des Donnersbergkreises im Göllheimer Hügelland. Seine Quelle liegt im Gebiet der Verbandsgemeinde Göllheim im Flurstück In den Kirschgärten. Unmittelbar nordnordöstlich einer auf 257,4 m ü. NHN gelegenen Feldwegkreuzung befindet sie sich rund 400 m südwestlich des Gundheimerhofs  auf etwa 256 m Höhe.
Der Ammelbach verläuft in überwiegend nordöstlicher Richtung durch ein paar verbandsangehörige Ortsgemeinden: Er passiert etwas östlich Rüssingen, fließt anschließend durch Ottersheim und gelangt nach Bubenheim.
Schließlich erreicht der Ammelbach im Naturraum Mittleres Pfrimmtal mit der Talregion Zellertal Harxheim, um nach Kreuzen der in West-Ost-Richtung verlaufenden Zellertalbahn und Durchfließen des Zellertaler Gemeindeteils Harxheim von Südsüdwesten kommend rechtsseitig auf etwa 153 m in den dort von Westen heran fließenden Rhein-Nebenfluss Pfrimm zu münden. Der Mündung nördlich gegenüber verläuft jenseits der Pfrimm in West-Ost-Richtung die Bundesstraße 47.

### Einzugsgebiet und Zuflüsse
Das Einzugsgebiet des Ammelbachs ist 23,8 km² groß. Seine Zuflüsse sind, flussabwärts aufgeführt, mit Mündungsseite, Mündungsort, Länge und Einzugsgebiet:
- Mohrbach, von links nordwestlich von Biedesheim, ca. 0,5 km und 0,8 km²
- Brübelbach, von rechts an der Neumühle von Biedesheim, ca. 1,3 km und 3,6 km²
- Wiesenbrunnenbach, von links vor Ottersheim, 3,1 km und 5,3 km²
- (Graben), von links zwischen Ottersheim und Bubenheim, ca. 0,3 km und über 0,1 km²
- (Feldweggraben), von links zwischen Bubenheim und der zugehörigen Dörrmühle, ca. 0,5 km und ca. 0,5 km²